# Парламентские выборы в Великобритании (1874)
Парламентские выборы в Великобритании 1874 года прошли с 31 января по 17 февраля и стали двадцатыми парламентскими выборами в истории Соединённого королевства Великобритании и Ирландии после Акта об унии 1800 года и первыми, на которых применялось тайное голосование, введённое в 1872 году. Консерваторы во главе с Бенджамином Дизраэли одержали решительную победу над правящими либералами возглавляемые действующим премьер-министром Уильямом Юартом Гладстоном. При этом либералы выиграли народное голосование, набрав больше половины голосов избирателей, зато консерваторы выиграли выборы, получив большинство в Палате общин, в основном за счёт округов с безальтернативными выборами, что позволило им сформировать новое правительство под руководством Дизраэли.
Выборы 1874 года единственный случай в истории Великобритании с момента введения тайного голосования, когда партия потерпела поражение, несмотря на то, что получила абсолютное большинство голосов избирателей. Это произошло в первую очередь потому, что более 100 безальтернативных кандидатов-консерваторов были избраны без голосования. В результате, в тех 100 округах, где консерваторы, как ожидалось, будут популярны, не было подано ни одного голоса, что сократило общее количество голосов, поданных за Консервативную партию.

## Политическая ситуация
В 1873 году либеральный премьер-министр Гладстон выдвинул законопроект об основании католического университета в Дублине. Это разделило либералов, и 12 марта альянс консерваторов и ирландских католиков победил правительство с перевесом в три голоса. Гладстон ушёл в отставку, и королева предложила возглавить правительство Дизраэли, который отказался вступать в должность, не желая вновь руководить правительством меньшинством. Он хотел не просто власти, а парламентского большинства и чувствовал, что может получить его, позволив либералам остаться у власти. Тем временем, Гладстон пытался изменить ситуацию перестановками в правительстве, вызвавшими лишь удивление в обществе.
В январе 1874 года Гладстон назначил досрочные выборы, полагая, что если ждать дольше, то результаты либералов на выборах будут хуже. Голосование затянулось почти на две с половиной недели. По мере того, как голосовали избирательные округа, становилось ясно, что результатом будет консервативное большинство, первое с 1841 года. В Шотландии, где консерваторы были традиционно слабы, доля голосов, отданых за них, увеличилась более чем в 2 раза. В целом они выиграли 350 мест против 242 у либералов и 60 у ирландской Лиги гомруля. Дизраэли стал премьер-министром во второй раз.
Выборы 1874 года стали первыми в истории Великобритании, на которых использовалось тайное голосование, введённое законом 1872 года, который значительно подорвал политическое влияние сельского дворянства. Благодаря введению тайного голосования арендаторы меньше боялись выселения и охотнее голосовали против воли своих арендодателей. На выборах 1874 года, особенно в Ирландии, многие крупные землевладельцы уступили свои места в парламенте фермерам-арендаторам. Зато введение тайного голосования сыграло на руку ирландским автономистам из Лиги гомруля, которые добились огромного успеха на первых в своей истории выборах, получив 60 из 101 мест от Ирландии и став значимой третьей партией в парламенте. Также на этих выборах были избраны первые два члена парламента от рабочего класса: Александр Макдональд от Стаффорда и Томас Берт от Морпета, оба члены Союза шахтёров. Они стали депутатами при поддержке либерально-лейбористского движения (Lib-Lab).
Также в выборах участвовал ирландский Католический союз, созданный в 1872 году дублинским архиепископом Полом Калленом в попытке связать растущий общественный интерес к политике и ирландскому национализму с католической повесткой дня. Союз выставлял своих кандидатов как независимых, но не добился успеха.

## Результаты
На выборах 1874 года было избрано 652 депутата, на шесть меньше, чем на предыдущих выборах. Причиной стало упразднение 4 избирательных округов после обвинений в коррупции. Представительства в Палате общин были лишены Беверли (Восточный Йоркшир, Англия) и Слайго (Коннахт, Ирландия), контролируемые консерваторами, и Бриджуотер (Сомерсет, Англия) и Кашел (Манстер, Ирландия), контролируемые либералами.
|        |              |                    |           |           |        |         |       |       |
| Партия | Партия       | Лидер              | Кандидаты | Голоса    | Голоса | Голоса  | Места | Места |
| Партия | Партия       | Лидер              | Кандидаты | Голоса    | %      | ± п. п. | Места | ±     |
|        | Консерваторы | Бенджамин Дизраэли | 507       | 1 091 708 | 44,27  | ▲ 5,56  | 350   | ▲ 79  |
|        | Либералы     | Уильям Гладстон    | 489       | 1 281 159 | 51,95  | ▼ 9,29  | 242   | ▼ 145 |
|        | Лига гомруля |                    | 80        | 90 234    | 3,66   | новая   | 60    | ▲ 60  |
|        | Другие       |                    | 4         | 2936      | 0,12   | н/д     | 0     | ▬ 0   |
|        | Всего        | Всего              | 1080      | 2466037   | 100    | ▬       | 652   | ▼6    |

Голоса (%)
| Голоса избирателей | Голоса избирателей | Голоса избирателей | Голоса избирателей | Голоса избирателей |
| ------------------ | ------------------ | ------------------ | ------------------ | ------------------ |
| Либералы           |                    |                    | 51.95 %            |                    |
| Консерваторы       |                    |                    | 44.27 %            |                    |
| Лига гомруля       |                    |                    | 3.66 %             |                    |
| Другие             |                    |                    | 0.12 %             |                    |

Места
| Места в парламенте | Места в парламенте | Места в парламенте | Места в парламенте | Места в парламенте |
| ------------------ | ------------------ | ------------------ | ------------------ | ------------------ |
| Консерваторы       |                    |                    | 53.84 %            |                    |
| Либералы           |                    |                    | 37.12 %            |                    |
| Лига гомруля       |                    |                    | 9.2 %              |                    |

### Результаты выборов по регионам
| Партия | Партия       | Великобритания | Великобритания | Великобритания | Великобритания | Великобритания | Англия    | Англия | Англия | Англия | Англия | Шотландия      | Шотландия      | Шотландия      | Шотландия      | Шотландия      |
| Партия | Партия       | Голоса         | %              | ±              | Места          | ±              | Голоса    | %      | ±      | Места  | ±      | Голоса         | %              | ±              | Места          | ±              |
| ------ | ------------ | -------------- | -------------- | -------------- | -------------- | -------------- | --------- | ------ | ------ | ------ | ------ | -------------- | -------------- | -------------- | -------------- | -------------- |
|        | Консерваторы | 1 000 006      | 44,6           | ▲6,0           | 319            | ▲85            | 905 239   | 46,2   | ▲6,0   | 280    | ▲69    | 63 193         | 31,6           | ▲17,0          | 18             | ▼11            |
|        | Либералы     | 1 241 381      | 55,4           | ▼6,0           | 232            | ▼79            | 1 035 268 | 53,8   | ▼5,2   | 173    | ▼71    | 148 345        | 68,4           | ▼14,1          | 40             | ▲11            |
|        | Другие       | 2              | 0,0            | н/д            | 0              | ▬              | 2         | 0,0    | н/д    | 0      | ▬      | Не участвовали | Не участвовали | Не участвовали | Не участвовали | Не участвовали |
| Всего  | Всего        | 2 241 389      | 100            | ▬              | 551            | ▼4             | 1 940 509 | 100    | ▬      | 451    | ▼4     | 211 538        | 100            | ▬              | 58             | ▬              |

| Партия | Партия       | Уэльс          | Уэльс          | Уэльс          | Уэльс          | Уэльс          | Ирландия | Ирландия | Ирландия | Ирландия | Ирландия | Университеты   | Университеты   | Университеты   | Университеты   | Университеты   |
| Партия | Партия       | Голоса         | %              | ±              | Места          | ±              | Голоса   | %        | ±        | Места    | ±        | Голоса         | %              | ±              | Места          | ±              |
| ------ | ------------ | -------------- | -------------- | -------------- | -------------- | -------------- | -------- | -------- | -------- | -------- | -------- | -------------- | -------------- | -------------- | -------------- | -------------- |
|        | Либералы     | 57 768         | 60,9           | ▼1,2           | 19             | ▼4             | 39 778   | 18,4     | ▼39,5    | 10       | ▼56      | н/д            | н/д            | н/д            | 2              | ▼1             |
|        | Консерваторы | 31 574         | 39,1           | ▲1,2           | 14             | ▲4             | 91 702   | 40,8     | ▼1,1     | 31       | ▼6       | н/д            | н/д            | н/д            | 7              | ▲1             |
|        | Лига гомруля | Не участвовали | Не участвовали | Не участвовали | Не участвовали | Не участвовали | 90 234   | 39,6     | новая    | 60       | ▲60      | Не участвовали | Не участвовали | Не участвовали | Не участвовали | Не участвовали |
|        | Другие       | Не участвовали | Не участвовали | Не участвовали | Не участвовали | Не участвовали | 2934     | 1,2      | н/д      | 0        | ▬        | Не участвовали | Не участвовали | Не участвовали | Не участвовали | Не участвовали |
| Всего  | Всего        | 89 342         | 100            | ▬              | 33             | ▬              | 224 648  | 100      | ▬        | 101      | ▼2       | н/д            | н/д            | ▬              | 9              | ▬              |

## После выборов
После того как правящие либералы Уильяма Гладстона потерпели поражение на выборах, королева Викторией назначила премьер-министром Соединенного Королевства Бенджамина Дизраэли, для которого это был второй срок. Консервативный кабинет Дизраэли несмотря на активную критику со стороны либералов, в частности, Гладстон называл внешнюю политику Дизраэли безнравственной, просуществовал более 6 лет и пал после того, как консерваторы потерпели сокрушительное поражение на выборах в апреле 1880 года, после чего Гладстон сформировал своё второе правительство. Больной Дизраэли, к тому времени получивший титул графа Биконсфилда, умер через год, в апреле 1881 года.

### Комментарии
1. 1 2  Приведённые здесь данные о количестве мест Либеральной партии включают спикера Палаты общин и двух депутатов от либерал-лейбористов.
2. ↑  Заштрихованная окраска используется в избирательных округах, избравших депутатов от разных партий
3. 1 2  Включая Католический союз[англ.] в Ирландии.
4. ↑  Приведённые здесь данные о количестве мест Либеральной партии от Великобритании включают спикера Палаты общин и двух депутатов от либерал-лейбористов, избранных в Англии.
5. ↑  Во всех университетских округах голосования не проводились из-за отсутствия альтернативных кандидатов.